# Пулатова, Ольга Валентиновна
О́льга Валенти́новна Пула́това (12 сентября 1975) — украинская певица (известна в первую очередь как одна из двух вокалисток группы Flëur), композитор, автор песен, стихов, рассказов. Живёт в Одессе.

## Музыкальное творчество
В 1997—1999 годах участвовала в группе Аэроплан как вокалистка и автор песен. В 2001 году вышел единственный одноимённый альбом. Спустя некоторое время группа распалась. Какое-то время работала в театре.
В феврале 2000 года вместе с Еленой Войнаровской, с которой познакомилась годом ранее, когда искала бас-гитариста для группы Аэроплан, основала иную по концепции группу Flëur, в которой участвовала как автор и исполнитель песен, композитор и аранжировщик. Изначально на первых альбомах, изданных собственными силами и крайне небольшим тиражом, позиционировалась как основатель и лидер группы. Впоследствии упор на позицию лидера уступил место гармоничному творческому союзу с Войнаровской. Это выразилось в установлении (как на релизах, так и на концертах) характерного для Flëur чередования песен в последовательности Ольга Пулатова — Елена Войнаровская, причем на каждом из официальных студийных альбомов и на компиляции «Флёрография» присутствует одинаковое количество песен от Ольги и Елены.
В 2004 году группа Аэроплан была возрождена под названием Оля и Монстр. Ольга Пулатова принимала участие в группе как музыкант, автор песен и вокалистка одновременно с участием в группе Flëur. В 2007 году вышел единственный одноимённый альбом. Год спустя группа распалась.
До 2005 года являлась вокалисткой, автором текстов и музыки в проекте Dust Heaven. До 2009 года включительно данный коллектив продолжал сотрудничество с Ольгой как автором текстов песен.
В июле 2008 года Пулатова выступила в Одессе с сольным концертом, на котором прозвучали песни, не исполнявшиеся ни с одним из музыкальных коллективов. Также на концерте был анонсирован новый проект, дебютное выступление которого должно было состояться в августе на фестивале «Интерференция». Этим проектом оказалось сотрудничество с московской пост-рок-группой Verba (uk:Verba), озаглавленное просто «Verba & Оля Пулатова». В ноябре 2009 года был выпущен интернет-сингл «Лунатик», а в 2010 году — дебютный альбом «Внутренний космос». Годом позже вышел EP «Внутренний космос: Тёмная сторона».
Весной 2016 года Ольга Пулатова и Елена Войнаровская договорились о том, что вместо номерного альбома Flёur обе выпустят по сольному альбому. Отчасти это решение было продиктовано тем, что новые песни Ольги, по её мнению, не подходили по формату группе Flёur. Так, в период, приблизительно, с 2016 по начало 2017 года Ольга приняла решение выйти из состава Flëur, что значило завершение истории группы. В мае прошли последние концерты в оригинальном составе, после которых Пулатова продолжила работу над собственным сольным альбомом, получившим название «Рой» (ранее «Эволюция и прочие неприятности»). Его релиз состоялся осенью 2018 года.
В 2017 году вышел дебютный альбом группы The Клюквінs — с лирикой полностью на украинском языке. Ольга Пулатова является автором двух песен с этого альбома. В конце декабря Ольга дала сольный концерт в Одесской кирхе, исполняя новые и старые песни, аккомпанируя себе на синтезаторе.
В поддержку новейшего альбома 2018 года Ольга дала новый концерт в одесской кирхе и некоторое число клубных концертов в городах Украины и Белоруссии. С конца 2018 года активен небольшой концертный состав в рамках проекта «PuLaToVa».
В апреле 2019 г. вышла рок-версия песни Пулатовой «Будь моим смыслом», где звучит дуэт Ольги и Андрея Басова, лидера группы «Легендарные Пластилиновые Ноги» и сессионного гитариста Flёur. Также вышел сингл Ольги, который представляет из себя украиноязычные версии двух песен из «флёровского» прошлого: «Формалин» и «На мягких лапах». Релиз озаглавлен: «Роздвоєння хижої особистості».
Ольга с 16 лет увлекается осознанными сновидениями и 1 октября 2019 года выпустила минималистичный альбом (под аккомпанемент фортепиано) под названием «Дневник снов», в основу лирики которого легли её сны. Обложку альбома в виде коллажа Ольга сделала сама.
На просторы Интернета попали ранние музыкальные композиции Ольги под названием «Домашние записи». Все треки с данного альбома датированы 1997—1998 годами.

## Литературное творчество
Печатных изданий нет, но в Интернете с согласия Ольги появились несколько произведений.
В 2000 году выпущен сборник стихов «Обезболивающий укус». Стихи датированы 1990—2000 годами. Многие песни в различных проектах созданы на основе стихов из этого сборника.
В декабре 2000 года выпущены автобиографические рассказы «Конвергенция» и «Три первых концерта Флёр», описывающие историю создания группы Flëur.
Также был выпущен сборник коротких рассказов-снов «Дневник Снов».
Кроме того, в Интернете доступны и другие рассказы Ольги: «Соседи» (ноябрь 1999), «Кошка» (1999), «Вика» (ноябрь 2000).

## Личная жизнь
В 2012 году вышла замуж за Вадима Казакова, лидера украинской рок-группы Cheshires. У пары родилось два сына Глеб (2012 — 2014) и Захар (род. 2015). Впоследствии Ольга рассталась с мужем. 

## Дискография

### Альбомы

#### в составе группы Аэроплан
- 1998 — Аэроплан

#### в составеFlëur
- 2002 — Прикосновение
- 2003 — Волшебство
- 2004 — Сияние
- 2006 — Всё вышло из-под контроля
- 2007 — Два облака
- 2008 — Эйфория
- 2008 — Почти живой и Сердце — переиздание неофициальных концертных альбомов 2000—2001 годов
- 2010 — Тысяча светлых ангелов
- 2012 — Пробуждение
- 2014 — Знаки
- 2014 — Штормовое предупреждение

#### в составеОля и Монстр
- 2007 — Оля и Монстр

#### в составе Verba (feat. О. Пулатова)
- 2010 — Внутренний Космос

#### сольно
- 2018 — Рой
- 2019 — Дневник снов
- 2024 — Темрява

### Синглы имини-альбомы (EP)

#### в составе Dust Heaven
- 2003 — Невидимки[5]

#### в составеFlëur
- 2007 — Два облака
- 2014 — Знаки

#### Verba feat. О. Пулатова
- 2009 — Лунатик
- 2010 — Demo
- 2011 — Внутренний Космос. Темная сторона

#### сольно
- 2019 — Роздвоєння хижої особистості
- 2022 — Шовкопряд

### Сборники

#### в составе Flëur
- 2001 — Between Rains and Drought (Между дождями и засухой)
- 2007 — Флёрография
- 2023 — Флёрография II

#### сольно
- 2006 — Четверг… Полночь… Атмосфера[6]